# Coenotephria balva
Coenotephria balva là một loài bướm đêm trong họ Geometridae.